# Över brännvinsbrännaren Lundholm

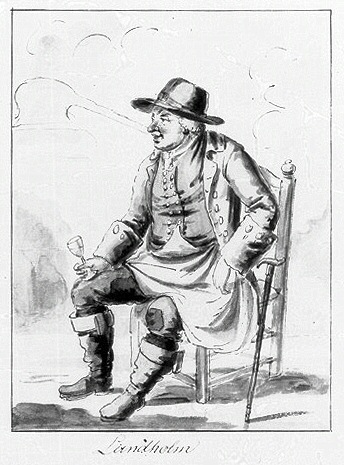
"Brännvinsbrännaren Lundholm" av Elis Chiewitz, c. 1820: "Om nånsin din Maka / Skull' kysst på din haka, / Hon blifvit full."

Över brännvinsbrännaren Lundholm eller Fredmans sång n:o 6 är en av Carl Michael Bellmans Fredmans sånger, skriven 1769. Den var ursprungligen en del av diktningen kring Bacchi orden och uppfördes första gången 15 oktober året den skrevs, och blev snabbt populär och spreds snart som avskrift. Formellt är det en parentation över den döde ordensmedlemmen Lundholm.
I andra versen blandar Bellman friskt stilar: första radens dova klockor skulle passa i vanlig gravdikt, andra radens "lull lull" hör hemma i vaggvisor, och sedan dyker Cupido upp, bara för att konstatera att Lundholm vore en dålig älskare, så spritbemängd att han orsakade berusning bara genom kyss på hakan. I tredje versen tas den vanliga bilden av ett liv som en dag, gående från morgon över middagstidens styrka till aftonen, och transformerar den: Lundholm sägs sällan sett morgonsolen, hans aftonrodnaden förnimmer man snarast på hans röda näsa. Sista versen parodierar ordensväsendet mer direkt, då Lundholms ordensinsignier förstörs efter hans död.
Troligen hörde denna dikt till det som Johan Gabriel Oxenstierna fick uppleva innan han i sin dagbok skrev sin berömda skildring av Bellmans scenkonst, som han tog del av 4 december 1769.